# Premier Rendez-vous
Pour les articles homonymes, voir Premier Rendez-vous (homonymie).
Pour plus de détails, voir Fiche technique et Distribution.
Premier Rendez-vous  est un film français de Henri Decoin, sorti en 1941.
Ce film, et la chanson de même titre, furent un énorme succès, qui contribua à asseoir la popularité grandissante de Danielle Darrieux. 

## Synopsis
Micheline est une jeune orpheline élevée à l'Assistance publique. Elle rêve de rencontrer l’amour et pour cela, correspond secrètement avec un inconnu depuis des semaines. Elle décide, avec la complicité d’une amie, de s’échapper quelques heures de l’orphelinat pour rencontrer son correspondant avec qui elle a pris son premier rendez-vous. Micheline est très déçue quand elle rencontre « l’inconnu », Nicolas Rougemont, triste quinquagénaire qui voyant sa déception lui déclare être venu à la place de Pierre, empêché en dernière minute. Pourtant, M. Rougemont est bien l’auteur de ces lettres que Micheline affectionne tant. La jeune fille est paniquée à l’idée de retourner à l’orphelinat qui a dû se rendre compte de son absence. 
Nicolas lui propose alors de l’accueillir quelque temps, en attendant de trouver une solution à son problème, dans son appartement qu’il occupe dans l’enceinte d’un collège de garçons où il enseigne. Le lendemain, voilà que débarque le fameux Pierre, neveu de Nicolas. C’est le coup de foudre pour Micheline qui croit rencontrer son inconnu épistolaire. Embarrassé, Nicolas explique toute l’histoire à Pierre qui, amusé, accepte de jouer le rôle de « l’inconnu ». Très vite pris au jeu, il invite Micheline à « rejouer » leur premier rendez-vous. Mais Nicolas, jaloux, se dispute avec Pierre, Micheline les surprend et comprend que l’on s’est moqué d’elle. Elle décide de retourner à l’orphelinat en sachant que, pour sa fugue, elle risque la maison de correction. 
Mis au courant de l’aventure, les élèves de Nicolas veulent sauver l’orpheline et réunissent la somme d’argent qui permet à Nicolas d’adopter Micheline et d’accorder sa main à Pierre.

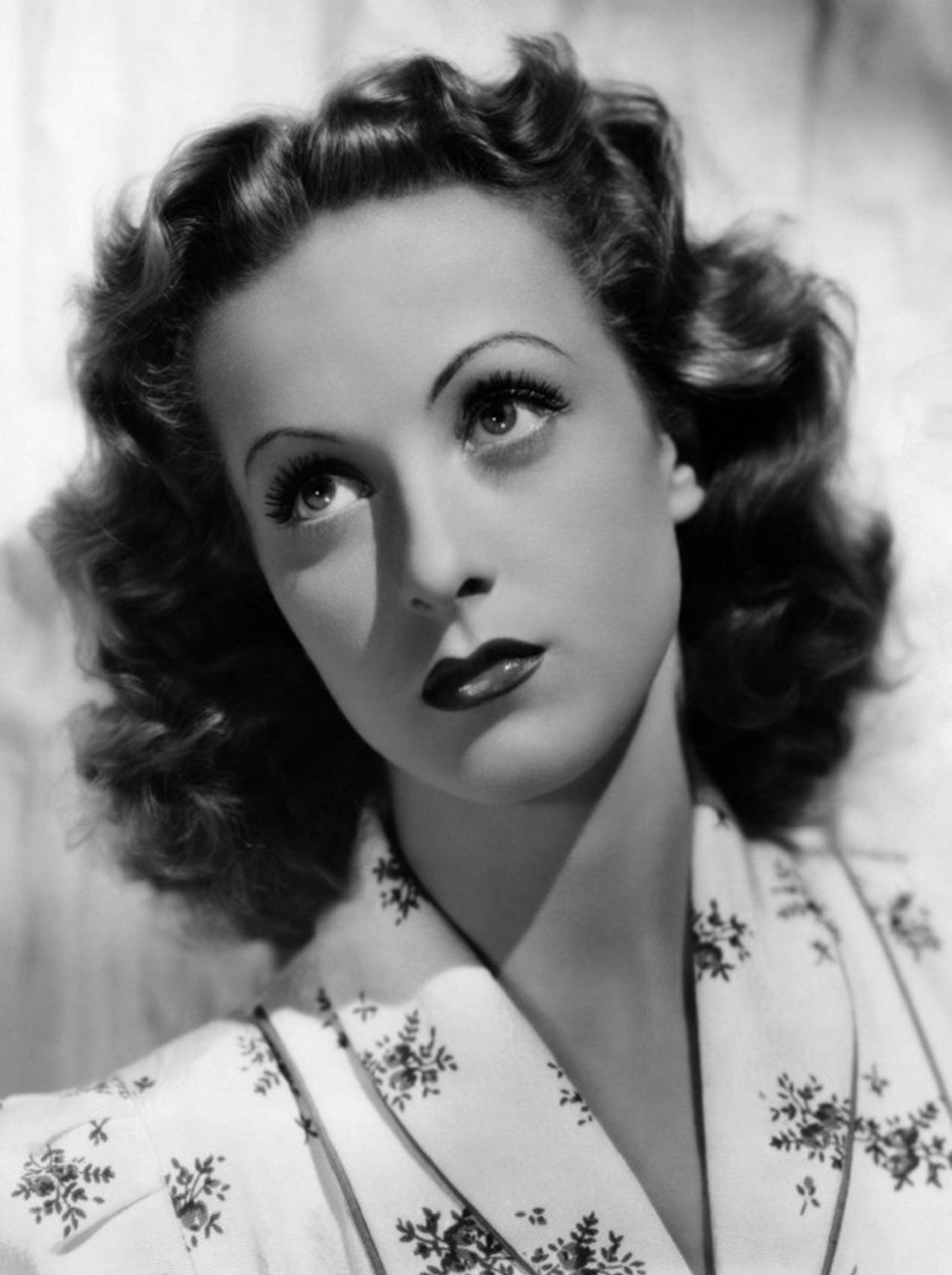
Danielle Darrieux en 1938.

## Fiche technique
- Titre : Premier Rendez-vous
- Réalisation : Henri Decoin
- Scénario : Henri Decoin et Max Colpet (non crédité)
- Adaptation et dialogue : Michel Duran
- Photographie : Robert Lefebvre
- Musique : René Sylviano
- Chansons : Louis Poterat (Premier rendez-vous et Chanson d'espoir)
- Décors : Jean Perrier
- Production : Alfred Greven
- Société de production : Continental Films
- Distribution : Bejöhr-Film KG
- Pays d'origine :  France
- Langue : français
- Format : noir et blanc ; 1,37:1 ; son mono
- Genre : comédie
- Durée : 105 minutes
- Date de sortie :
  - France : 14 août 1941
  - États-Unis : 20 février 1947

## Distribution
- Danielle Darrieux : Micheline
- Louis Jourdan : Pierre
- Fernand Ledoux : Nicolas Rougemont
- Jean Tissier : Roland
- Gabrielle Dorziat : la directrice de l'orphelinat
- Sophie Desmarets : Henriette
- Rosine Luguet : Angèle
- Suzanne Dehelly : Christophine
- Jean Parédès : De Vatremont
- Georges Mauloy : le directeur
- Daniel Gélin : Chauveau-Laplace
- Georges Marchal : De Vaugelas
- Hélène Bellanger : une pensionnaire
- Annette Poivre : une pensionnaire
- Simone Valère : une pensionnaire
- Jacques Charon : un collégien
- Jacques Dacqmine : un collégien
- Françoise Christophe
- Olivier Darrieux
- Jacques-Henri Duval
- Luce Fabiole
- Hélène Flouest
- Raymonde La Fontan
- Claire Mafféi
- Guy Marly
- Marcel Maupi
- Jean Négroni
- Robert Rollis
- Maurice Salabert
- Simone Sylvestre
- Renée Thorel
- Georgette Tissier

## Autour du film
- Ce film fut tourné par la Continental. Il s'agissait de diffuser un aimable dérivatif, après les mélancoliques La Fille du puisatier ou Paradis Perdu, marqués par la défaite. Rien de pareil dans Premier Rendez vous, on évoque la période heureuse d'avant-guerre, en montrant des automobiles, mais la plupart des déplacements sont nocturnes et réalisés en studio.
- Commencé le 21 avril 1941, le tournage de Premier rendez-vous est le premier qui a lieu depuis l'armistice du 22 juin 1940 aux studios de Boulogne, fermés depuis lors.
- Le portail de l'orphelinat a semble-t-il été réutilisé pour le film ultérieur Les Collégiennes.
- Les restrictions étaient encore légères en 1941[réf. souhaitée], Jean Tissier, qui se goinfre sans gêne de cassoulet, allait faire bien des envieux dans les salles de cinéma des années suivantes.
- La troupe des filles et des garçons contient des talents qui vont éclore dans le cinéma d'après-guerre, dont Simone Valère, Louis Jourdan, Georges Marchal et Daniel Gélin qui arbore déjà une « banane » de zazou, en avance sur son temps.
- À noter qu'au moment du tournage du film, l'Amérique n'étant pas en guerre avec l'Allemagne, le jazz n'était pas encore interdit, ce qui explique la variation swing dans la chanson de Darrieux, au second couplet. Le ravissant chapeau de la pauvre orpheline en fuite est très représentatif de la mode de l'époque. Mais l'héroïne ne porte pas encore de semelles en bois, ni de bas peints au pinceau.
- Dans les copies destinées à l'Allemagne, Danielle Darrieux chante en allemand.
- La première a eu lieu le 15 août 1941 au cinéma Normandie, sur l'avenue des Champs-Élysées.
- C'est à partir de ce film que Fernand Ledoux fut considéré comme une vedette du cinéma : « En deux heures, à 50 ans[2], dans son 407e rôle, Fernand Ledoux devient une grande vedette[3]. ».

## Critique
« C’est un chef-d’œuvre, écrivit dans Comœdia Jacques Audiberti. S’il s’agit, avec ce film, du premier rendez-vous du cinéma français et de son public après la guerre étrange où nous sommes morts sans, toutefois, périr, disons tout de suite que la réussite de Premier Rendez-vous peut nous apporter quelque réconfort »

## Polémique
Dans sa biographie de Jean Marais, Gilles Durieux explique la raison de l'impossibilité pour Jean Marais de jouer dans ce film : « Premier rendez-vous, devait être produit par la compagnie allemande la Continental Films. Le scénario, signé Henri Decoin, narre la fugue d'une jeune pensionnaire d'un orphelinat, répondant à une petite annonce matrimoniale afin de changer d'existence. En réalité, cette histoire avait été écrite par Max Colpet, scénariste interdit d'activités professionnelles pendant la guerre. Or, s'il n'est pas lui-même sur la liste noire de la censure, Jean Marais, notamment à cause des Parents terribles, était persona non grata pour les nouveaux puissants du pays : ceux-ci le rayèrent de la liste des comédiens devant interpréter le film de Decoin. Premier rendez-vous se fera donc sans lui. Ce qui fut finalement une chance pour le comédien : s'il avait été engagé, il aurait pu être accusé de collaboration à la Libération. Car le long métrage d'Henri Decoin, qui révéla nombre de nouveaux talents, fut le seul film français de cette époque à être montré en Allemagne. Un film qui, pour soutenir sa sortie, vit son équipe artistique, Danielle Darrieux en tête , expédiée à Berlin. Ce qui déplut fort, au lendemain de la guerre, au Comité d'épuration du cinéma français de la Résistance. »